# حوت مفرض
الحوت المفرض (الاسم العلمي:†Crenatocetus) هو جنس منقرض من الثدييات يتبع فصيلة الحيتان الأولية من رتبة مزدوجات الأصابع.